# Stepan Skitalets

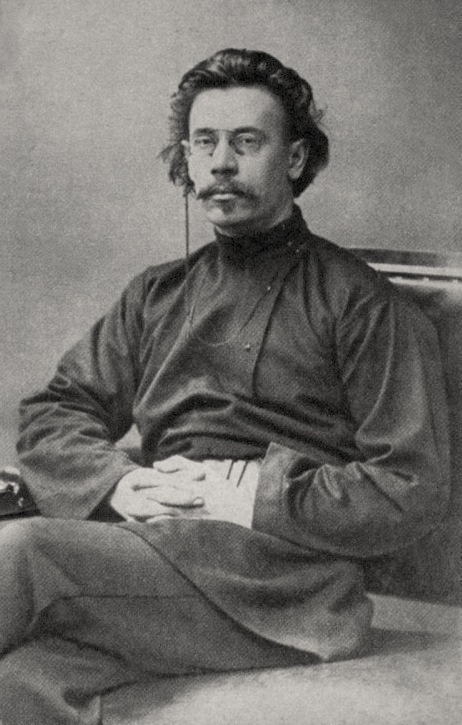
Stepan Skitalets

Stepan Skitalets (Russisch: Степан Скиталец), pseudoniem voor Stepan Gavrilovitsj Petrov (Russisch: Степан Гаврилович Петров) (Obsharovka, (gouvernement Samara), 9 november 1869 – Moskou 25 juni 1941), was een Russisch schrijver en dichter. De naam Skitalets betekent "zwerver" in het Russisch.

## Biografie

### Vroege levensjaren
Skitalets werd geboren als zoon van een voormalig lijfeigene die aanvankelijk samen met zijn jonge zoon door de provincie Samara trok als straatmuzikant en goesli-speler, om zich uiteindelijk te vestigen als meubelmaker. Stepan ging studeren aan het seminarie van Samara, maar werd daar in 1887 weggestuurd vanwege "politieke onbetrouwbaarheid". Hij vertrok vervolgens naar Zuid-Rusland, waar hij werkte als klerk, acteur, zanger en later journalist. In die tijd zocht hij ook aansluiting bij revolutionaire kringen.

### Schrijver

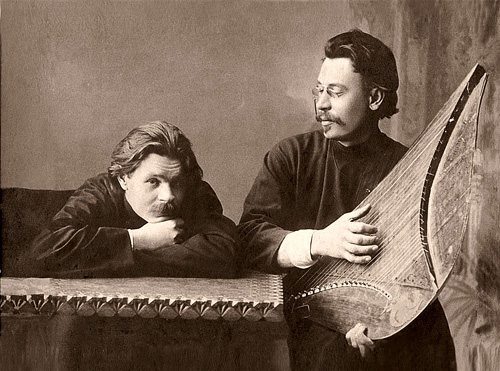
Skitalets (met goesli) en Gorki.

In 1898 ontmoette Skitalets Maksim Gorki. De twee raakten hecht bevriend en trokken samen naar Moskou, waar ze zich aansloten bij het door Nikolaj Telesjov opgerichte literaire genootschap de "Woensdaggroep" ("Sreda"). Vanaf 1902 publiceerde Skitalets zijn eerste bundels verhalen en gedichten bij Gorki’s uitgeverij Znaniye ("Kennis"). Hij schreef ook veel liederen, waarvan er een over Stepan Razin erg populair werd in Rusland. Veel van zijn gedichten hebben een revolutionaire strekking, vaak schreef hij over de ellende van de proletariërs. Zijn werk werd onder andere geprezen door Lenin.

### Later leven
Tijdens de Eerste Wereldoorlog diende Skitalets in de medische dienst en schreef hij diverse werken waarin hij de oorlog veroordeelde. Hij steunde de bolsjewistische revolutie in 1917 en werkte daarna vooral als journalist. Op verzoek van Anatoli Loenatsjarski ging hij in 1922 naar Harbin, nu China, waar hij geacht werd vorm te geven aan het literaire milieu en werkte er voor diverse Russische kranten en tijdschriften. Uiteindelijk werd het hem pas in 1934 weer toegestaan om terug te keren naar Moskou, waar hij zijn vriendschap met Gorki direct hernieuwde. Hij bleef al deze tijd ook actief als literair schrijver en dichter en publiceerde na zijn terugkeer naar Moskou misschien wel zijn beste werken met zijn romans Het huis van de Tsjernovs (1935) en Ketenen (1940).
Skitalets overleed in 1941 te Moskou, op 71-jarige leeftijd.

## Bibliografie (selectie)

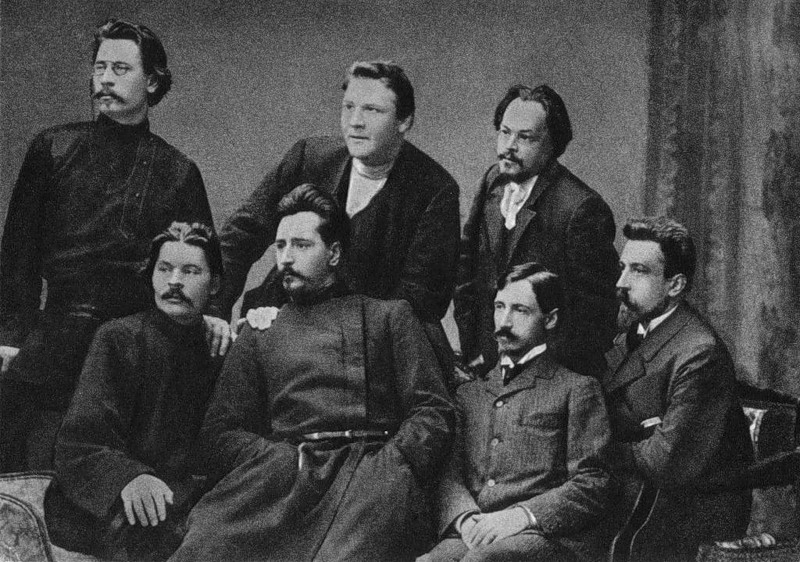
De “Woensdaggroep”, staand v.l.n.r.: Skitalets, Sjaljapin, Chirikov, zittend v.l.n.r.: Gorki, Andrejev, Boenin en Telesjov.